# Косинский, Дмитрий Владимирович
Дми́трий Влади́мирович Коси́нский (укр. Дмитро Володимирович Косинський; род. 31 марта 1989, Малин, Житомирская область) — украинский легкоатлет, специалист по метанию копья. Выступал за сборную Украины по лёгкой атлетике в 2010—2016 годах, многократный победитель и призёр первенств национального значения, участник летних Олимпийских игр в Рио-де-Жанейро.

## Биография
Дмитрий Косинский родился 31 марта 1989 года в городе Малин Житомирской области Украинской ССР.
Занимался лёгкой атлетикой в Киевской области, окончил Киевскую школу высшего спортивного мастерства, представлял киевское «Динамо».
Впервые заявил о себе на международном уровне в сезоне 2010 года, когда впервые стал чемпионом Украины в метании копья, вошёл в состав украинской национальной сборной и выступил на чемпионате Европы в Барселоне, где с результатом 73,26 занял в финале 12-е место.
В 2011 году выиграл серебряную медаль в молодёжной категории на Кубке Европы по зимним метаниям в Софии (79,90), победил на командном чемпионате Европы в Стокгольме (81,29), стал восьмым на молодёжном европейском первенстве в Остраве (78,09) и пятым на Мемориале братьев Знаменских в Жуковском. Должен был выступить на чемпионате мира в Тэгу, однако выяснилось, что ранее в Стокгольме Косинский провалил допинг-тест — взятая проба показала превышение уровня тестостерона — за это его отстранили от соревнований на два года, а все результаты, показанные им после командного чемпионата Европы, были аннулированы. Из-за отстранения украинский копьеметатель не смог выступить на Олимпийских играх в Лондоне, на которые уже квалифицировался.
По окончании срока дисквалификации в 2014 году Дмитрий Косинский возобновил спортивную карьеру, вновь выиграл чемпионат Украины, выступил на чемпионате Европы в Цюрихе (71,90).
В 2015 и 2016 годах неизменно защищал звание чемпиона Украины, отметился выступлением на чемпионате Европы в Амстердаме (79,21), а на соревнованиях в Париже установил свой личный рекорд — 84,08 метра. Выполнив олимпийский квалификационный норматив (83,00), удостоился права защищать честь страны на летних Олимпийских играх в Рио-де-Жанейро — в программе метания копья благополучно преодолел предварительный квалификационный этап и в финале с результатом 83,95 стал пятым. После Олимпиады в Рио завершил спортивную карьеру.